# Le Souvenir de toi
Le Souvenir de toi (Die verlorene Zeit) est un film allemand réalisé par Anna Justice, sorti en 2011. Ce film est basé sur l’histoire vraie de Jerzy Bielecki et Cyla Cybulska.

## Synopsis
Auschwitz-Birkenau, début 1944 : Tomasz Limanowski, prisonnier politique polonais et catholique, rencontre à la boulangerie du camp Hannah Silberstein, une allemande juive. Tombés follement amoureux, ils parviennent à se voir en cachette, moyennant quelques arrangements avec d’autres détenus. Tomasz a pris des photos de l'intérieur du camp. Hannah découvre qu’elle est enceinte, elle sait qu’elle encourt d’être envoyée à la chambre à gaz. Tomasz met au point un stratagème pour s’enfuir du camp avec elle et les précieux clichés. Ayant réussi à braver tous les dangers, ils parviennent à atteindre la propriété familiale de Tomasz. Mais la prudence est de mise car la maison a été réquisitionnée par la Wehrmacht et Tomasz découvre que sa mère Stefania est une antisémite convaincue. Il annonce à sa mère et à Hannah qu'il part juste pour deux jours pour aller à Varsovie afin de retrouver son frère Czeslaw qui combat au sein de l’armée secrète polonaise et remettre à lui et à son organisation les clichés. Ainsi la terrible réalité des camps sera dévoilée au monde entier. Il demande à sa mère de s'occuper de sa bien-aimée qui se remet d'une fausse couche. Face à l'hostilité de la mère de Tomasz et de la présence permanente de la Wehrmacht dans les parages, Hannah part se réfugier chez Magdalena, la femme de Czeslaw. Les deux femmes attendent le retour de leurs hommes. Un jour, Czeslaw revient mais seul. Il annonce que son frère Tomasz a quitté Varsovie avant lui, et que depuis il est sans nouvelle de lui. Les deux femmes et Czeslaw sont ensuite rejoints par Stefania qui a été expulsée de chez-elle par l'Armée rouge qui progresse dans son avancée en Pologne. Ensemble, ils guettent le retour de Tomasz. Czeslaw est pessimiste sur le sort de son frère. Stefania reproche à Hannah et Magdalena d'être responsables de l'engagement de ses deux fils et donc de la disparition de Tomasz. Un jour des soldats soviétiques viennent arrêter Czeslaw et sa femme, leurs annonçant qu'ils sont déportés vers la Sibérie. Stefania et Hannah se retrouvent de nouveau seules ensembles. Hannah persuadée que Tomasz est mort, décide de retourner en Allemagne. Elle marche vers l’Ouest et finit par être recueillie par un convoi de la Croix-Rouge. Lorsque Tomasz revient enfin chez lui, sa mère lui annonce qu'Hannah est morte.
New York, Bronx, 1976. Hannah, qui s’est installée aux États-Unis après la guerre, a fondé une famille. Un jour, en regardant une émission de télévision, elle reconnaît Tomasz qui témoigne de sa vie à Auschwitz. Elle fait tout pour le retrouver. Elle réussit à obtenir son numéro de téléphone et à l'appeler. Tomasz est surpris, la croyant morte et ayant refait sa vie après la guerre. Hannah lui annonce qu'elle avait été enceinte de lui et part en Pologne pour le retrouver.

## Fiche technique
- Titre original : Die verlorene Zeit
- Réalisation : Anna Justice
- Scénario : Anna Justice et Pam Katz
- Photographie : Sebastian Edschmid
- Musique : Julian Maas et Christoph Kaiser
- Son : Tino Hohndorf et Clemens Brix
- Montage : Uta Schmidt
- Décors : Andréas Olshausen
- Costumes : Beate Scheel
- Durée : 105 min
- Date de diffusion :
  -  Allemagne : 24 novembre 2011
  -  France : 29 novembre 2013 sur Arte (le film n'a pas eu de sortie cinéma en France)

## Distribution
- Alice Dwyer : Hannah Silberstein en 1944
- Dagmar Manzel : Hannah Levine en 1976
- Mateusz Damiecki : Tomasz Limanowski en 1944
- Susanne Lothar : Stefania Limanowska
- Shantel VanSanten : Rebecca Levine
- David Rasche : Daniel Levine
- Lech Mackiewicz : Tomasz Limanowski en 1976
- Joanna Kulig : Magdalena Limanowska
- Adrian Topol : Czeslaw Limanowski
- Florian Lukas : Hans von Eidem
- Miroslaw Zbrojewicz : Janusz
- Anja Antonowicz : Ewa Limanowska
- Adam Markiewicz : Henryk
- Pawel Burczyk : Mirek
- Karina Krawczyk : Róza